# Abell 520

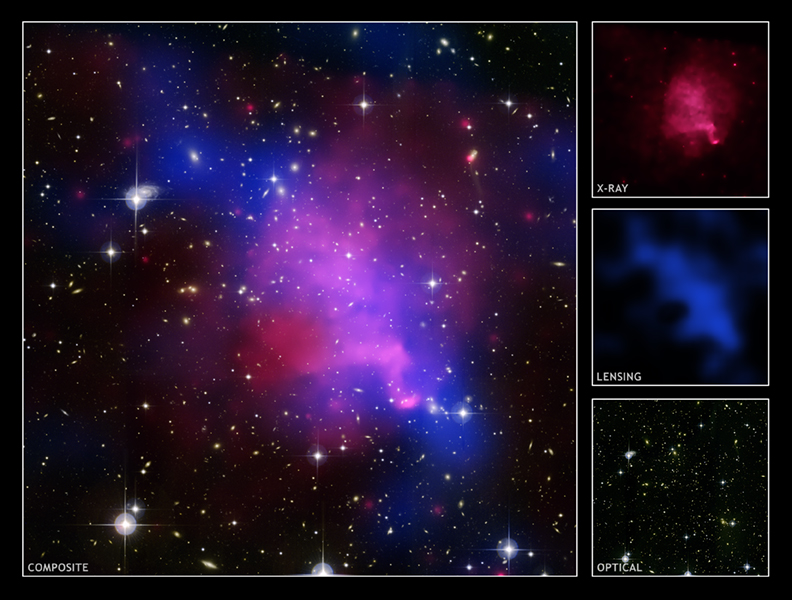
A520 в рентгенівському, оптичному випромінюванні також нанесено розподіл маси, отриманий на основі спостереження слабкого гравітаційного лінзування.

Abell 520 — скупчення галактик, що має незвичайну структуру, яка виникла внаслідок великого злиття. Структура скупчення має хаотичний вигляд. За класифікацією Баутц — Моргана скупчення належить до III типу. Відстань до скупчення становить 811 Мпк, на небі скупчення має кутові розміри 25 хвилин. Аналіз руху 293 галактик в полі скупчення показав, що Abell 520, ймовірно, утворилося на перетині трьох волокон великомасштабної структури Всесвіту.
Дивовижна структурна компонента скупчення була виявлена в 2007 році при дослідженні явищ слабкого лінзування, що базується на даних спостережень телескопа CFHT. Дослідження показало наявність темного ядра, що містить значну масу, але не має підвищеної концентрації яскравих галактик. Жодна з прийнятих теорій темної матерії неспроможна повністю пояснити таку концентрацію темної матерії. Одна з інтерпретацій даного наглядового факту передбачає виникнення такої структури внаслідок негравітаційної взаємодії темної матерії.
У 2012 році дві міжнародні команди астрономів опублікували результати досліджень скупчення, що суперечать одна одній. Одне дослідження спиралося на дані камери Wide Field Planetary Camera 2 телескопа Габбл і підтвердило наявність ядра з темної матерії. Інше дослідження, засноване на даних з камери Advanced Camera for Surveys (ACS), не підтвердило попередні висновки.
У 2014 році суперечність між висновками, що виникла, була вирішена в рамках дослідження, в якому проводився аналіз даних обох груп дослідників. Було показано, що дані ACS також підтверджують наявність ядра з темної матерії. Станом на 2016 рік питання причин виникнення такого ядра залишалося відкритим.